# Заїнабіюн
Заїнабіюн (араб. لِوَاء الزَّيْنَبِيُون, трансліт. Liwā' az-Zaynabīyūn; لواء زينبیون або لشکر زينبیون; урду لواء زینبیون) — шиїтське хомейністське угруповання, має склад з пакистанців. 
Брало активну участь у громадянській війні в Сирії проти ІДІЛ. 

Угруповання залучає новобранців головним чином із пакистанців-шиїтів, які проживають в Ірані, 

з мусульман-шиїтів, які проживають у різних регіонах Пакистану. 

Її створив та підготував Корпус вартових ісламської революції Ірану та діє під їхнім командуванням. 

Спочатку їй було доручено захищати мечеть Саїда Заїнаб, 

але з того часу угруповання воювало на передовій по всій Сирії, до 2024 року. 

Її загиблі поховані переважно в Ірані. 

Станом на березень 2019 року в Сирії загинуло щонайменше 158 їхніх бійців (за публічно оголошеними даними), не враховуючи тих, хто загинув внаслідок ізраїльських авіаударів. 

За оцінками 2019 року, загальна кількість пакистанських бійців у бригаді ледве перевищувала 800 осіб. 

## Огляд

### Передісторія
Ядро Заїнабіюн складається з колишніх членів та бійців «Сіпах-е-Мухаммад Пакистан», колишньої шиїтської ісламістської збройної організації в Пакистані, яка боролася проти антишиїтських сектантських терористичних груп «Сіпах-е-Сахаба» та «Лашкар-е-Джангві». 
Сіпах-е-Мухаммад мала сильний вплив на шиїтські громади Пакистану, а її штаб-квартира знаходилася в Тхокар-Ніаз-Бег, міста Лахор з шиїтською більшістю. 
У 1990-х роках угруповання керувало «віртуальною державою в державі» до свого розпаду у 2007-10 рр. 

Пізніше, у 2012-13 рр., її колишні члени сформували бригаду «Заїнебіюн» як пакистанську шиїтську добровольчу групу після формування бригади «Фатеміюн», афганської шиїтської добровольчої групи під орудою Корпусу вартових ісламської революції. 

Згідно з новинними джерелами, пов'язаними з КВІР, угруповання засноване в Сирії та Іраку під час зростання антишиїтських сектантських нападів салафітських джихадистських організацій «Аль-Каїда» та ІДІЛ під час заворушень «арабської весни», і угруповання офіційно розпочало збройні операції наприкінці 2014 року, під час громадянської війни в Сирії, для підтримки сирійських урядових сил проти ІДІЛ за напади на святі місця мусульман-шиїтів в Сирії. 

Його бійці також брали обмежену участь у війні в Іраку (2013–2017) та громадянській війні в Ємені за підтримки сил «Кудс» КВІР, оскільки бригада є частиною іранської «Осі опору». 
Згідно з джерелами, пов'язаними з КВІР, офіційна мета угруповання — захищати мечеть Саїда Зайнаб (святиню Заїнаб бінт Алі, сестри імама Хусейна та онуки пророка Мухаммеда) та інші святі місця шиїтів у Сирії та Іраку, а також захищати інтереси КВІР у проксі-конфлікті між Іраном та Саудівською Аравією
, 
а також у проксі-конфлікті між Іраном та Ізраїлем 
. 
Угруповання діяло переважно в Дамаску, Алеппо та інших регіонах Сирії — захищали святі місця від ІДІЛ до 2024 року. 
Після падіння режиму Асада його бойовики перемістилися до Іраку, після того як Іран та Росія вивели свої війська з Сирії. 

### Набір та навчання
Пакистанські шиїтські добровольці воюють у різних конфліктах з 2012 року, особливо в сирійській громадянській війні на боці проурядових сил за наказом КВІР проти ІДІЛ та його підгруп. 

Крім того, велика кількість пакистанських шиїтських бійців воювала на боці проурядових сил у складі бригади Зеїнабіюн, яка налічувала до 1000 бійців у Сирії. 

Спочатку вони воювали в іракській бригаді Абу Фадла аль-Аббаса, а пізніше в афганській бригаді Фатеміюн, і лише наприкінці 2014 року 

або на початку 2015 року їхня кількість стала достатньою для створення окремої бригади. 

Деякі з бійців — хазарейці

та белуджі

(переважно з Кветти) 
, 
інші — пуштуни (переважно з Парачинара, Куррама, Хайбер-Пахтунхви), 

пенджабці
 
(переважно з Сахівала, а також Лахора в Пенджабі, переважно з Токар-Ніяз-Бегу), 

балті зі Скарду, Гілгіт-Балтистану, 

карачани/карачіти з Карачі

та кашмірці з Кашміру. 

Як й інші шиїтські іноземні бригади в Сирії, вона фінансується, навчається та контролюється КВІР. 

За одним джерелом, Іран запропонував бійцям фінансовий стимул у вигляді щомісячної зарплати в розмірі 500–700 доларів США, що становить майже половину річної зарплати більшості пакистанців. 
За іншим джерелом, згідно з повідомленням Заїнабіюн у Facebook, добровольці мали бути віком від 18 до 35 років та фізично підготовленими. 
Їм пропонували до 120 000 рупій (1200 доларів США) щомісячної зарплати з 15 днями відпустки через три місяці. 

Інше джерело стверджує, що пакистанським мігрантам пропонували громадянство, роботу та стабільний дохід для них самих та їхніх сімей, і таким чином їх змусили погодитися воювати на умовах, запропонованих Іраном. 
В іншому випадку їм загрожувала б депортація. 

### Втрати добровольців-бійців
У 2019 році Державний департамент США заявив, що понад 158 пакистанських бійців підтримуваної Іраном бригади Заїнебіюн вбито в Сирії в період з січня 2012 року по серпень 2018 року. 

9 квітня 2015 року семеро бійців загинули, захищаючи мечеть Імама Хасана в Дамаску, і поховані в Кумі, Іран. 
 
У березні 2016 року шестеро бійців загинули, захищаючи мавзолей Імама Рези, також поховані в Кумі. 

23 квітня вбито ще п'ятьох бійців. 

За оцінками, між листопадом 2014 року та березнем 2016 року загинуло 69 бійців. 

У лютому 2018 року бригада брала участь у битві за Хашам разом із російськими підрозділами групи Вагнера та інтербригадами

проти американського спецназу та підтримуваних США Сирійських демократичних сил і втратила багато бійців. 

У 2020 році група разом з іншими підтримуваними Іраном ополченнями зазнала важких втрат у боях проти Туреччини під час наступу на північному заході Сирії (грудень 2019 – березень 2020) в провінції Ідліб в рамках операції Туреччини «Весняний щит». 
Повідомлялося, що у 2011-16 рр. вбито понад 1000 бойовиків із Заїнебіюн, Фатеміюн, Хезболли та інших шиїтських угруповань, що підтримуються Іраном. 
 
Ця кількість зросла приблизно до 2400 осіб у 2018 році. 

Сім'ям загиблих бійців надається дозвіл на проживання в Ірані разом з безплатним паломництвом до шиїтських святинь коштом іранського уряду. 

## Присутність за межами Сирії

### Ірак
Бригада воювала в Іраку проти ІДІЛ під час війни в Іраку (2013–2017) разом з іншими іноземними шиїтськими бійцями, захищаючи святі місця та іракців-шиїтів від ІДІЛ. 

Після падіння режиму Асада сотні підтримуваних Іраном бійців Фатеміюн та Заїнабіюн розмістили в комплексах на базах Ель-Каїм та в таборі Ашраф (табір мученика Абу Мунтадера аль-Мухаммадаві) в іракській провінції Діяла. 

### Ємен
У 2019 році деякі ЗМІ стверджували, що бригада брала участь у громадянській війні в Ємені разом з іншими іноземними шиїтськими бійцями, воювала проти інтервенції під проводом Саудівської Аравії в Ємені та підтримувала хуситів. 

### Пакистан
У Пакистані колишні члени бригади Заїнебіюн брали активну участь у міжконфесійних зіткненнях у Парачинарі разом з місцевими шиїтськими племенами турі та бангаш, що базуються в місті Парачинар, для захисту шиїтської громади та боротьби проти заборонених антишиїтських сектантських терористичних угруповань, таких як Сіпах-е-Сахаба, пакистанський Талібан, Ісламська держава — вілаєт Хорасан та Лашкар-е-Джангві, які здійснювали міжконфесійні напади на шиїтську громаду Парачинара. 
Однак, як повідомляється, бригада Заїнебіюн має сильний вплив та базу підтримки в шиїтській мусульманській громаді Парачинара, а також відправила сотні бійців до Сирії та Іраку з регіону Парачинар проти ІДІЛ за підтримки КВІР. 

Повідомляється, що бригада «Заїнебіюн» або її колишні кашмірські бійці беруть активну участь у повстанні в Кашмірі, воюючи проти індійських сил безпеки (таких як Індійська армія, прикордонні сили безпеки, центральні збройні поліцейські сили, центральні резервні поліцейські сили,  гвардія національної безпеки, Раштрійські стрільці, індійська поліція Джамму та Кашміру тощо) або у складі «Хізб-уль-Муджахідін», «Лашкар-е-Тайба», або під прапором цих груп, або у складі різних груп. 